# Belākoba
Belākoba är en ort i Indien.   Den ligger i distriktet Jalpāiguri och delstaten Västbengalen, i den nordöstra delen av landet, 1 100 km öster om huvudstaden New Delhi. Belākoba ligger 99 meter över havet och antalet invånare är 17 615.
Terrängen runt Belākoba är mycket platt. Runt Belākoba är det tätbefolkat, med 659 invånare per kvadratkilometer. Närmaste större samhälle är Jalpāiguri, 16,5 km sydost om Belākoba. Trakten runt Belākoba består till största delen av jordbruksmark.